# Oliver Mally

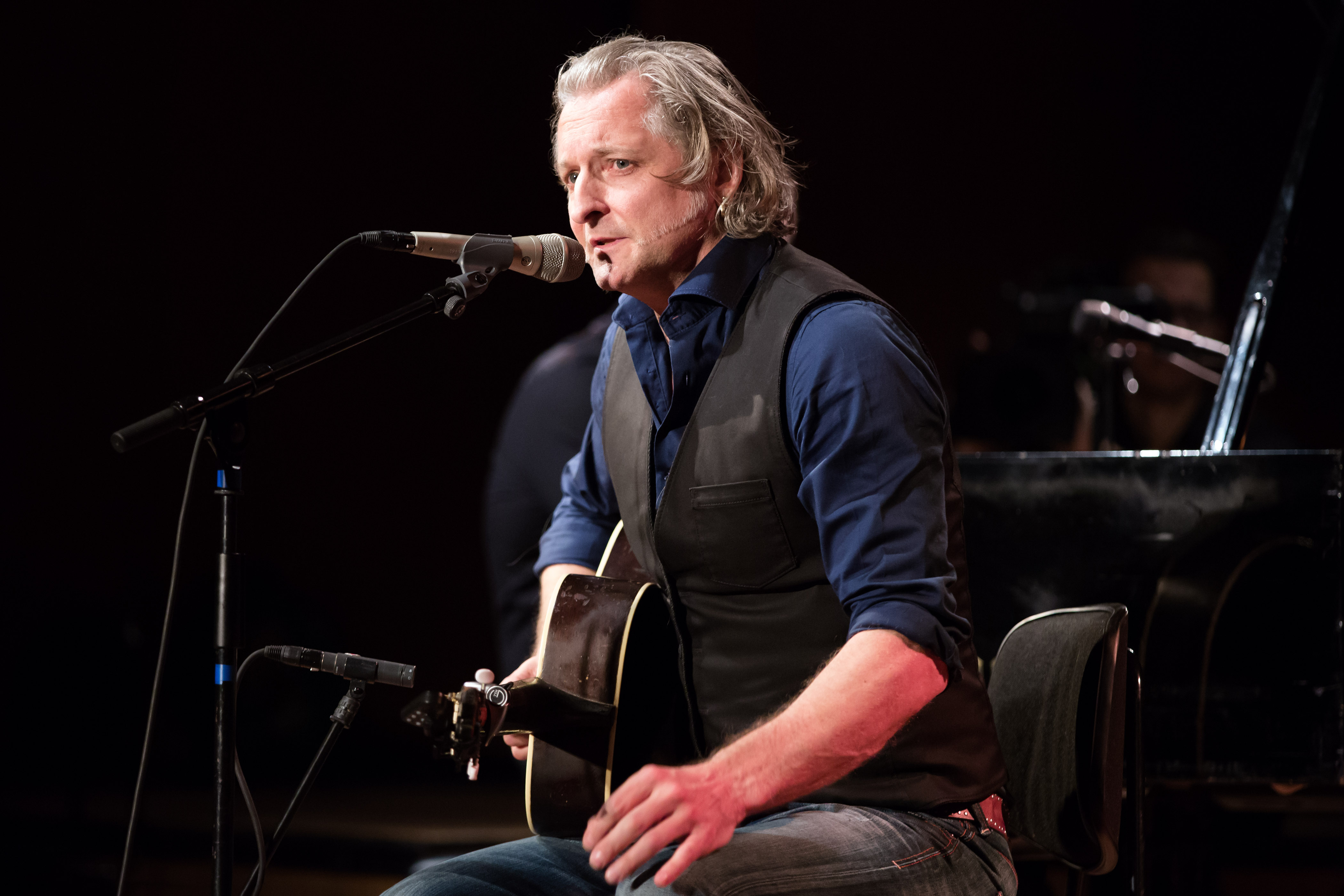
„Sir“ Oliver Mally (2015)

Oliver Mally, Künstlername „Sir“ Oliver Mally (* 6. Februar 1966 in Wagna, Steiermark), ist ein österreichischer Bluesmusiker und Singer-Songwriter. Auf der Bühne präsentiert er großteils Eigenkompositionen und daneben auch Stücke aus den verschiedenen Traditionen des Blues.

## Leben
Seine erste Gitarre bekam Mally im Alter von 15 Jahren, das Spielen lernte er in der Folge autodidaktisch. Als Einflüsse, vor allem für sein eigenes Spiel auf der E-Gitarre, nennt er Blues-Musiker wie Albert King, Buddy Guy, John Lee Hooker, B. B. King und Albert Collins, im Songwriting etwa Steve Earle und Townes Van Zandt.
1990 gründete Mally die Band „Sir“ Oliver Mally’s Blues Distillery. Die darauf folgenden Jahre verbrachte er sowohl national als auch international auf Tour. Er spielte unter anderem mit Künstlern wie Louisiana Red, Steve James, Doug MacLeod, John Mooney, Larry Garner, Sugar Blue. Ab Ende der 1990er-Jahre löste die akustische Gitarre zunehmend die E-Gitarre als sein bevorzugtes Instrument ab.

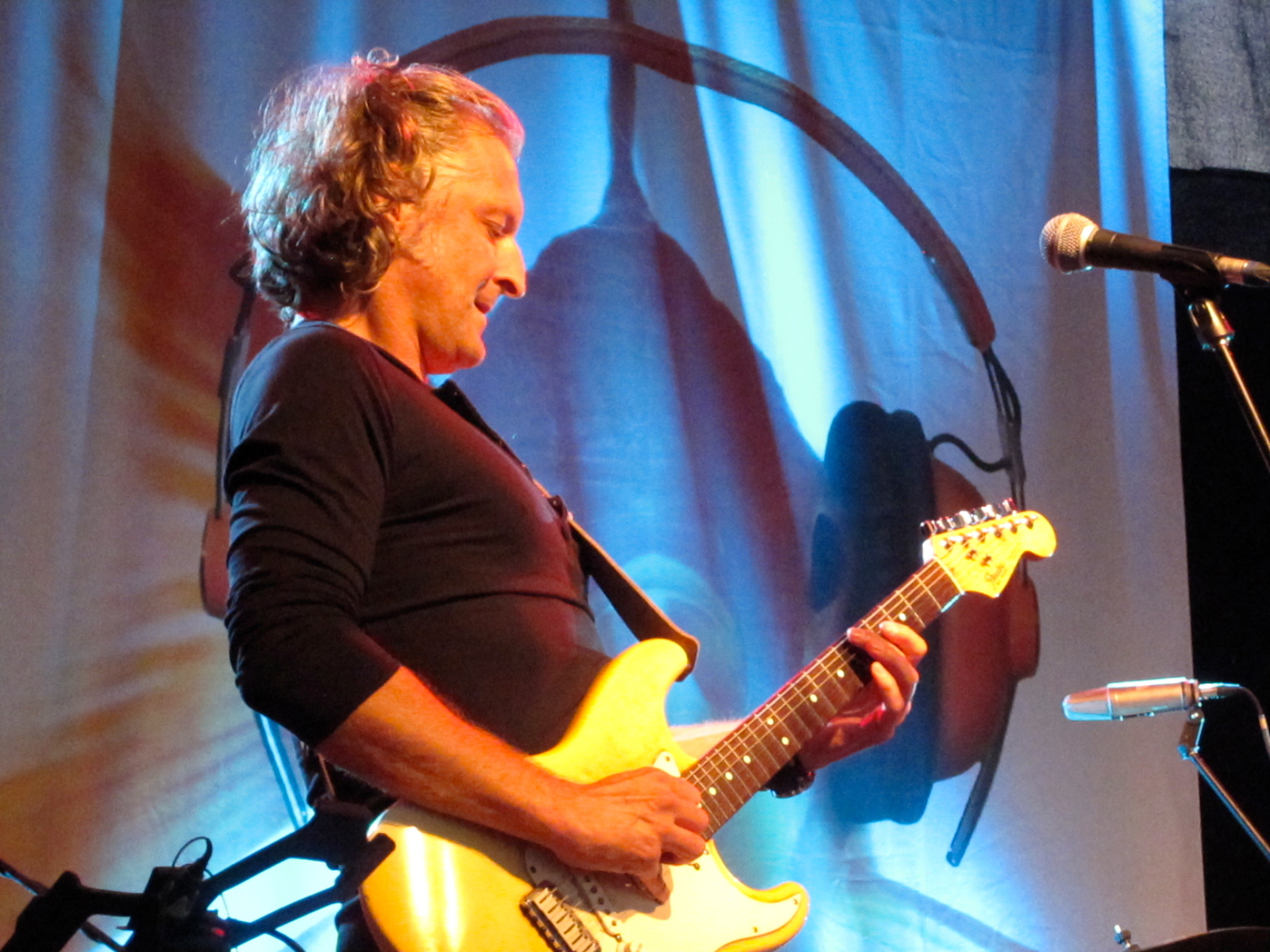
„Sir“ Oliver Mally (Murton-Festival Graz, 2013)

Neben seiner Solo-Karriere trat er unter anderem auch in verschiedenen Duo-Formionen mit Martin Gasselsberger, Martin Moro oder Peter Schneider auf. Frühere Projekte waren The Low Fi Kings, Sidesteps und Nu' Yard.
1999 gewann er erstmals den Kritikerpoll des Musikmagazins Concerto als „Bester Blues-Rootskünstler“ Österreichs, mit dem er, wie auch in den Kategorien „Bestes Album String/Song“ und „Bester Singer/Songwriter“, seither noch mehrfach ausgezeichnet wurde (2001, 2002, 2003, 2006, 2008, 2009, 2011, 2012). Das Album A Hard Night's Day von The Low-Fi Kings featuring "Sir" Oliver Mally wurde im Rahmen des bluesnews-Poll 2006 in der Kategorie „CDs national“ auf Platz 1 gewählt. Mit dem Album Steppin’ Out war er unter den Nominierten in der Kategorie „Jazz/Blues/Folk Album des Jahres national“ des Amadeus Austrian Music Awards 2007.
Im November 2015 veröffentlichte Mally mit Shapeshifter sein 24. Album. Gleichzeitig wurde die Blues Distillery nach 25 Jahren aufgelöst bzw. nun mit Alex Meik am Bass in „Sir“ Oliver Mally’s Nu' Yard umbenannt. 
2020 wird die "Sir" Oliver Mally Group gegründet. Das gemeinsame Album "Tryin' to get by" (Erscheinungsdatum April 2021) wird für den "Preis der deutschen Schallplattenkritik" nominiert.

## Weitere Ehrungen
- 2017 Goldenes Ehrenzeichen des Landes Steiermark wegen seiner Verdienste als Musiker und Veranstalter verliehen.[2]
- Die International Songwriting Competition (ISC) aus den USA wählte Devil's gone fishing vom Album Uncut (Text und Musik: Oliver Mally) zu den 16 Finalisten in der Kategorie Bluessong 2018.[3]
- 2024 Goldenes Ehrenzeichen der Stadt Leibnitz für besondere Verdienste um Kultur.[4]

## Trivia
2013 wurde er von dem Modelabel s.Oliver mit Klagsdrohung aufgefordert, seine Domain sir-oliver.com herauszugeben, wogegen er sich erfolgreich wehrte.

## Diskografie

### Alben
- 1992: Rough Brand
- 1993: Beware of Cats
- 1995: Rough'n Tough
- 1996: Wild Streak
- 1997: I Wanna Ball Tonight
- 1998: Blue Raindrops
- 1999: Live and Lost at the Labyrinth
- 2001: I picked myself up
- 2001: Bulletproof
- 2003: Triple Trouble
- 2003: Bound for Nowhere
- 2004: Someone stole my Christmas Tree
- 2006: Love is a Devil
- 2006: A Hard Night's Day
- 2006: Steppin' Out
- 2007: Radio
- 2008: So What? If…
- 2008: Candystore
- 2010: OL’ DOGS - NU YARD
- 2011: FLEETING MOMENTS
- 2012: Strong Believer
- 2013: Devils Monkeys Aliens
- 2014: This is the season
- 2015: Shapeshifter
- 2017: Live Incidents
- 2018: Uncut
- 2018: Folksblues Adventures
- 2019: Mally plays Dylan
- 2020: Overdue
- 2021: Tryin' to get by
- 2022: Cancellation Blues
- 2024: Almost There

### DVDs
- 2005: Live at Spinnerei

## Comic
- King No. 1 - A Madman's Diary (Autor: Oliver Mally / Artwork: Jörg Vogeltanz) edition preQuel, 2007